# 情報技術史
情報技術史（じょうほうぎじゅつし）では、情報技術の歴史を扱う。

## 概要
「情報技術」という語、なかんずく「IT」という略語は、2000年前後にバズワード的に広がった後に、21世紀に入ってから定着した語であり、その意味では2023年現在、23年前後の歴史しかない。遡っても、現在の意味で "information" あるいは「情報」という語が確立したのは、1940年代のクロード・シャノンらの業績に始まるのであり、1世紀に満たない歴史しかない。従って以下は「21世紀に入って『IT』と呼ばれるようになったもの」について、いわば「後付け」でまとめたもの、と言える。
人間は、情報を伝えるために、様々な技術を習得・開発・発展させてきた。時代時代で様々な方法が発明され、実用に供され、失敗して忘れ去られたり、また後年になってその方法が見直されたりといった過程を経て今日に至る。
情報技術の歴史は、主に通信技術史と、記録技術史から成る。双方が互いに類似する技術形態であるがために、必然的に今日の情報技術に集約されたかのようにも見えるが、その一方では発展の余地が残る分野も含まれ、同時に他の分野に於ける技術開発が、両史に多大な影響を与える事がある。本項では、時間的推移を軸として、通信技術史と、記録技術史に一定の区分を設けつつ述べるべきであろうと思われる。
時間軸としては、有史以前・有史以後や古代史・近代史・現代史、産業革命以前・産業革命以降、手計算時代・非電化機械計算時代・アナログコンピュータ（電化機械計算機）時代・デジタルコンピュータ時代、飛脚の時代・狼煙通信の時代・有線電信の時代・電波通信の時代・ネット（前インターネット）時代・インターネット時代…といった、様々なブレイクスルーを挟んだ区分が可能であろう事が推察されるが、特にこれら発展状況に絡む区分けは、地域によって発展の度合いが異なるため、実史上の時間軸で一概に語るのが難しい。このため、主に大きなブレイクスルーとなった「技術史上の事件」をもって語るのが妥当であろうと思われる。

## 概史
以下で述べるような発展は地域によって遅い・早いの違いはあれど、概ね似たような発展経緯を辿っている。通信としては言語・のろし・書簡等が古代先史時代より盛んに用いられている訳だが、書簡の場合は文字の発明を待たねば成らず、多くの文明では、比較的後の話となる。特に識字率が低い所では、文字による通信は暗号通信に近い物であった。

### 前情報技術世代の通信
飛脚・早馬等の、メッセージを携えた・場合によっては言葉で記憶した人間が直接移動する事が、通信技術の最初の形態であろう。これらは、初期の段階に於いて言葉でメッセージを「伝言」した訳だが、これらは伝送距離（伝える者の移動距離）が長いほど、またはメッセージが長いほどに伝える者の記憶違いや書簡の汚損により通信にエラーが発生しやすい。また事実関係を確認するために、別の使者を用立てて確認させに行くなど、双方向通信では莫大な時間を必要とするのが常である。
一方の狼煙は、伝達情報量が一定の範囲（情報量単位は十数秒で一ビット）でしか利用できないが、通信中継所を複数設けることで、数ビット程度の情報なら晴天・日中の条件下に於いて、数分で100kmは伝えられるとすら云われる。特に事前にパターンを幾つかの意味（短く煙2回なら「獲物の群れがきた」、長く煙を立ち上らせたら「明日は集会」など）を決めておく事で、長距離通信に用いられた。良く似たものでは万里の長城における灯明通信（「灯明台に点火する」という一ビット通信で敵襲を数百km離れた都に短時間のうちに知らせる事が出来た）が知られている。特に中継所を常時維持しなければ成らないため、かなりの設備維持費が掛かる訳だが、当時としては他の如何なる通信技術をもってしても太刀打ちできない超高速通信であった。
後に光学技術の発達、殊に望遠鏡の発明により、文字コードの伝送可能性が肉眼の限界を越えて拡大した。腕木通信、手旗信号やランプの入り切りによる"optical telegraphy"（日本語の定訳はないが、強いて意味をとれば「光学伝信」）へと改良され、更に高速に、より大容量の通信密度を持つ物になっていった。これらは、無線通信技術が発達し、広く普及する頃まで利用された。

### 前情報技術世代の記録
記録における媒体としては、古くは石版や粘土板・木簡を用いた。最も素朴な物では、これらの媒体に文字ではなく絵を、または数を表す引っ掻き傷を記録した。後に文字が発明されると、それらの引っ掻き傷や絵・記号は文字に統合され、記録媒体のほうはパピルス・羊皮紙・紙などの軽くて携帯や保存が楽な物が発明され用いられた。
この時代において、文字は飛躍的に記録情報量を増大させ、知識や記憶を主観の外に残して、他の人と共有する事で、格段の文明の進歩が行われた。古代の著名な図書館として最大のものには、アレクサンドリア図書館があり、蔵書約80万冊を有した。同図書館では後の文化に多大な影響を残すも、情報の散逸が発生、折角の文明が後退する現象まで引き起こしている。
この時代には、書籍は主に巻物の形で、手で書き込まれたものであったが、ルネサンス期以降は、1450年ごろにグーテンベルクが活版印刷を発明し、印刷によって本がそれまでに比べて大幅に安価に手にはいるようになった。このことが、宗教改革や教育に大きな影響を与えた。

### 電信の時代
産業革命以降、情報通信は世界的な通商の発達に伴い、より高速化を求められた。特に遠隔地への書簡通信が、一週間から一ヶ月、海外往復通信に到っては半年近く待たされる事は、致命的な損失を生みかねないために、通信の高速化が求められた。
1837年、サミュエル・モールスが電信機を発明し、連続したON/OFFの切り替えとモールス信号による符号通信の様式が1844年に確立された。これはスイッチと電磁石からなる素朴な装置であったが、この原理は改良に改良を重ねられ、無線通信にも応用されて1999年までモールス信号は国際的な通信に広く利用されていた。受信側には紙テープを用いた記録装置も開発され、これらは1920年代以降のテレタイプ端末の原型となった。テレタイプ端末は、兎角覚え難いモールス信号に取って代わろうと、19世紀末には既にピアノの鍵盤を流用した物が発明されていた模様（イギリスの科学博物館収蔵品）。

### 機械計算技術の曙
1642年にブレーズ・パスカルは、歯車式計算機を開発し、その後の自動計算機の元になった。
1946年、ジョン・プレスパー・エッカートとジョン・モークリーにより、最初のコンピュータであるENIAC(エニアック)が開発される。その後、フォン・ノイマンがノイマン型コンピュータを考案し、これが今日のコンピュータの原型となった。

### デジタル情報通信の時代
1960年代には、インターネットの前身であるARPAnet(アーパネット)が作られ始めた。1980年代には、携帯電話がサービスを開始し、移動体通信が盛んになり始めた。